# Пролетарський район (Донецьк)
Пролетарський район Донецька — район на південному сході Донецька.
- Площа — 146,9 км²
- Населення — 103 005 (2001 рік).
- Заснований в 1937 році (в 1980 році від'єднаний Будьонівський район (Донецьк).

## Населення
- Підпорядкована Моспинська міська рада (населення — 13 916 чоловік), у томі числі:
  - місто Моспине — 11 736 чоловік,
  - смт Горбачево-Михайлівка — 828 чоловік,
  - село Бирюки — 700 чоловік,
  - село Вербова Балка — 107 чоловік,
  - село Гришки — 65 чоловік,
  - село Михайлівка — 55 чоловік,
  - село Новодвірське — 70 чоловік,
  - село Октябрське — 85 чоловік,
  - село Темрюк — 270 чоловік.

За даними перепису 2001 року населення району становило 103177 осіб, із них 6,88% зазначили рідною мову українську, 91,92% — російську, 0,13% — білоруську, 0,06% — вірменську, 0,02% — молдовську та грецьку, 0,01% — болгарську, а також гагаузьку, німецьку, польську та угорську мови.

## Визначні місця
- Палац культури імені А. М. Горького ш/у "Червона Зірка", «Ювілейний», імені Ілліча.

## Райони
- багатоповерхова забудова:
  - Мікрорайон «Об'єднаний»,
  - Мікрорайон «Східний».
- селища:
  - Чулківка,
  - Чумакове,
  - Красне селище,
  - Червона Зірка,
  - Ливенський,
  - Селище шахти «Капітальна»,
  - Селище шахти «Наклонна»,
  - Обіточний,
  - Новодружевський,
  - Новопролетарський,
  - Пожидаївський,
  - Кучерове,
  - Селище імені Пирогова.

## Основні автомагістралі
- вулиця Будьонівських партизан,
- Пролетарська вулиця,
- Велика Магістральна вулиця,
- Роздольна вулиця,
- Комуністична вулиця,
- вулиця Федосеєва,
- вулиця Зверькова,
- вулиця Щетиніна,
- вулиця 301-ї Донецької дивізії,
- вулиця Федька.

## Промислові підприємства
- шахти № 12 і № 8 «Наклонна» (ГХК «Донецьквугілля» — закрита), № 9 і № 16 «Капітальна» (ГХК «Донецьквугілля» — закрита), імені Газети «Правда» (ГХК «Донецьквугілля» — закрита), Шахтоуправління «Червона Зірка» (ГХК «Донецьквугілля» — закрита),
- Чумаківська ЦЗФ,
- Чумаківський ремонтно-механічний завод.

## Міський транспорт
- Донміськелектротранспорт:
  - тролейбус — маршрути № 11, 15 (інколи) — до центру міста
  - трамвай — маршрути № 10, 14 (інколи) — до центру міста, № 15 районом від Будьонівської площі.
- Автостанція «Об'єднана» (районом)

## Залізничні станції та зупинки
- залізнична станція Чумакове.
- зупинний пункт Горбачове